# Rohey Malick Lowe
Rohey Malick Lowe (Banjul, 19 dicembre 1971) è una politica gambiana, sindaco di Banjul in seguito alla vittoria delle elezioni del 12 maggio 2018.

## Biografia
È stata la prima donna ad essere eletta sindaco in tutto il Paese africano. Appartiene al Partito Democratico Unito. Il padre Alhagie Malick Lowe era stato sindaco nella città dal 1981 al 1983.